# Nerocila exocoeti
Nerocila exocoeti es una especie de crustáceo isópodo marino del género Nerocila, familia Cymothoidae. Fue descrita científicamente por Pillai en 1954.

## Distribución
Esta especie se encuentra en India y el occidente del Indo-Pacífico.